# كوسي (الأردين)
كوسي هي بلدية فرنسية تقع في إقليم الأردين في منطقة غراند إيست. 

## الأماكن والمعالم الأثرية

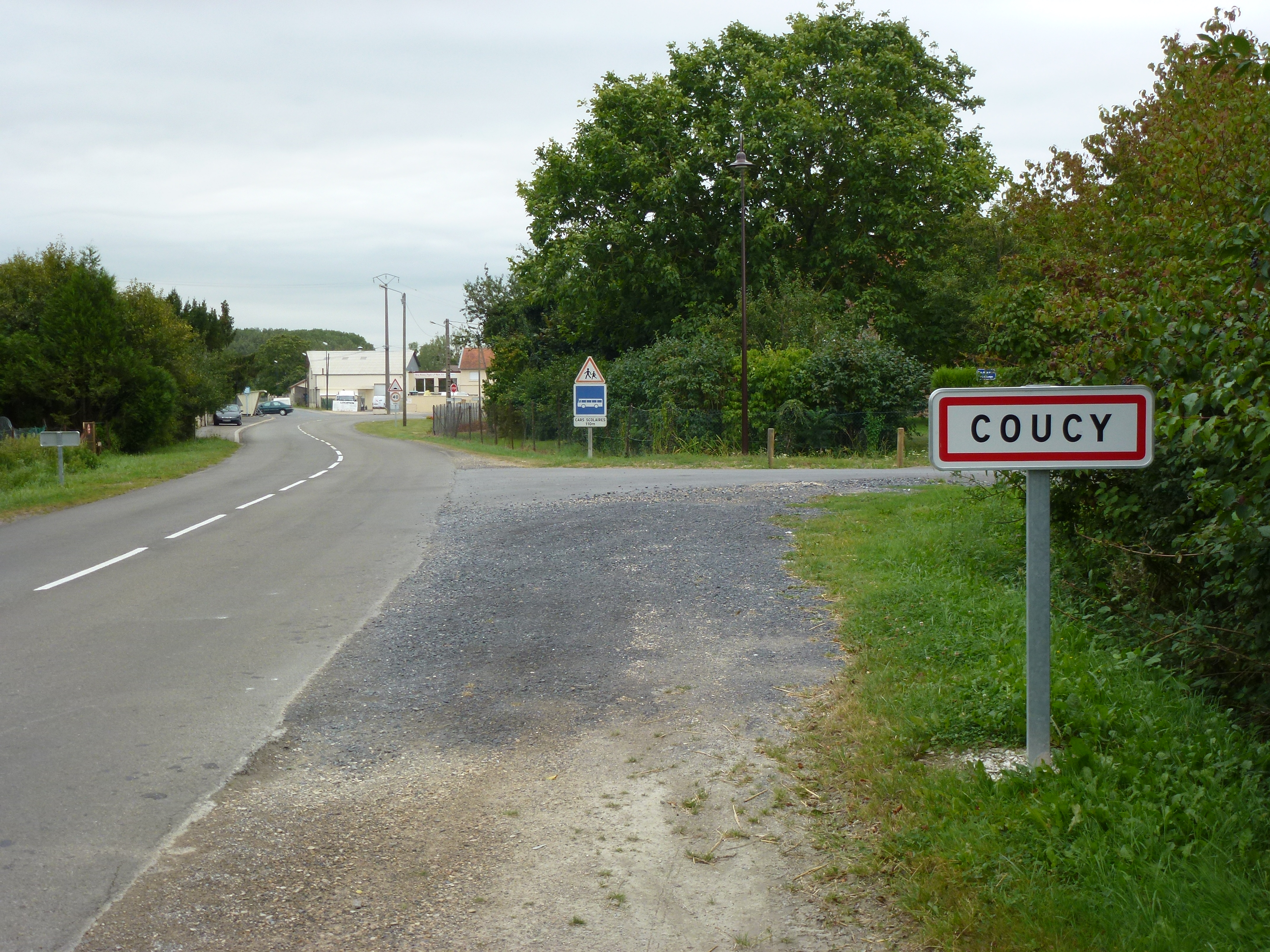
المدخل الأول لكوسي
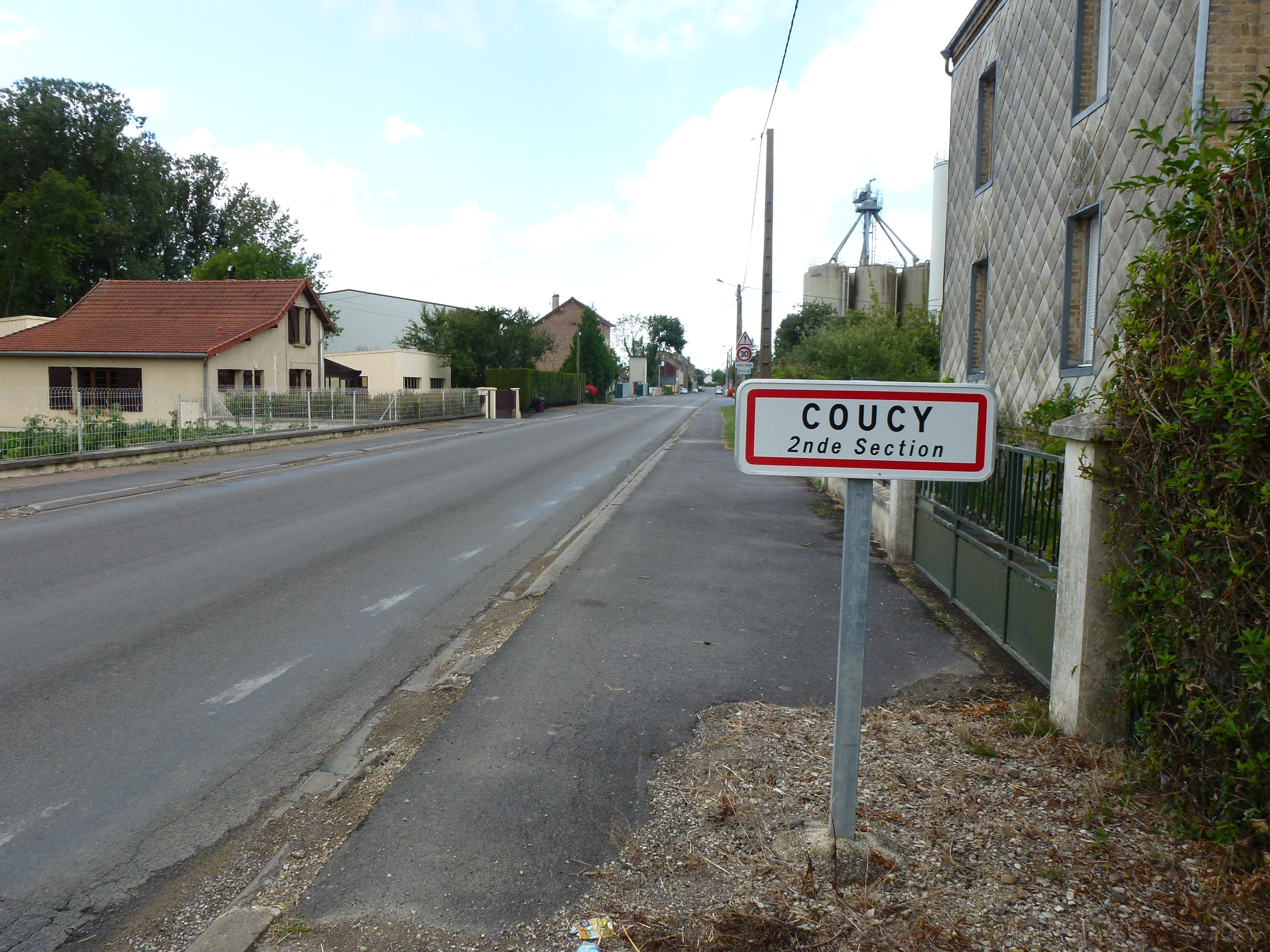
المدخل الثاني لكوسي